# Керченські вази

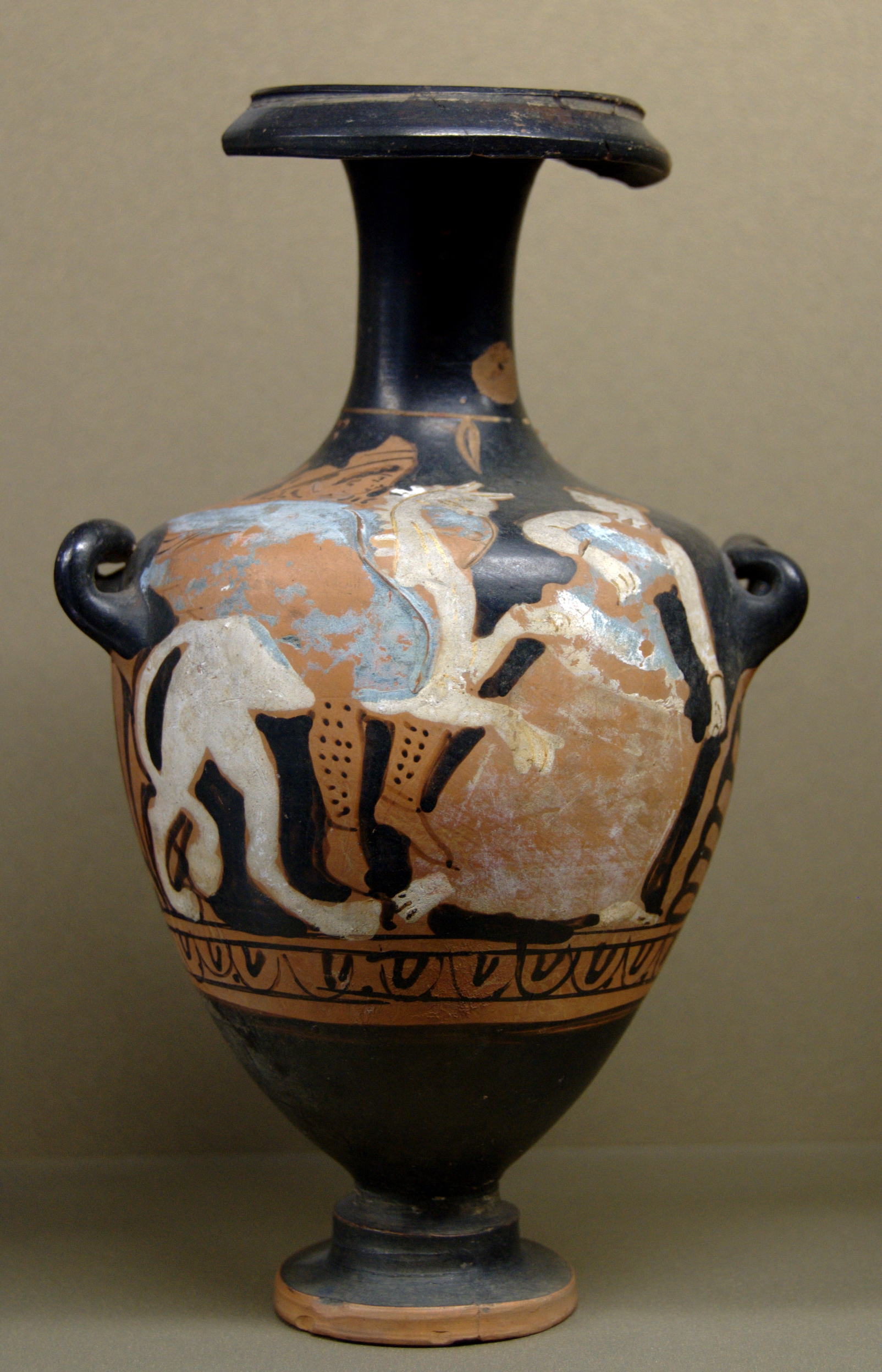
Гідрія Жінка та Арімасп верхи на грифоні, Лувр

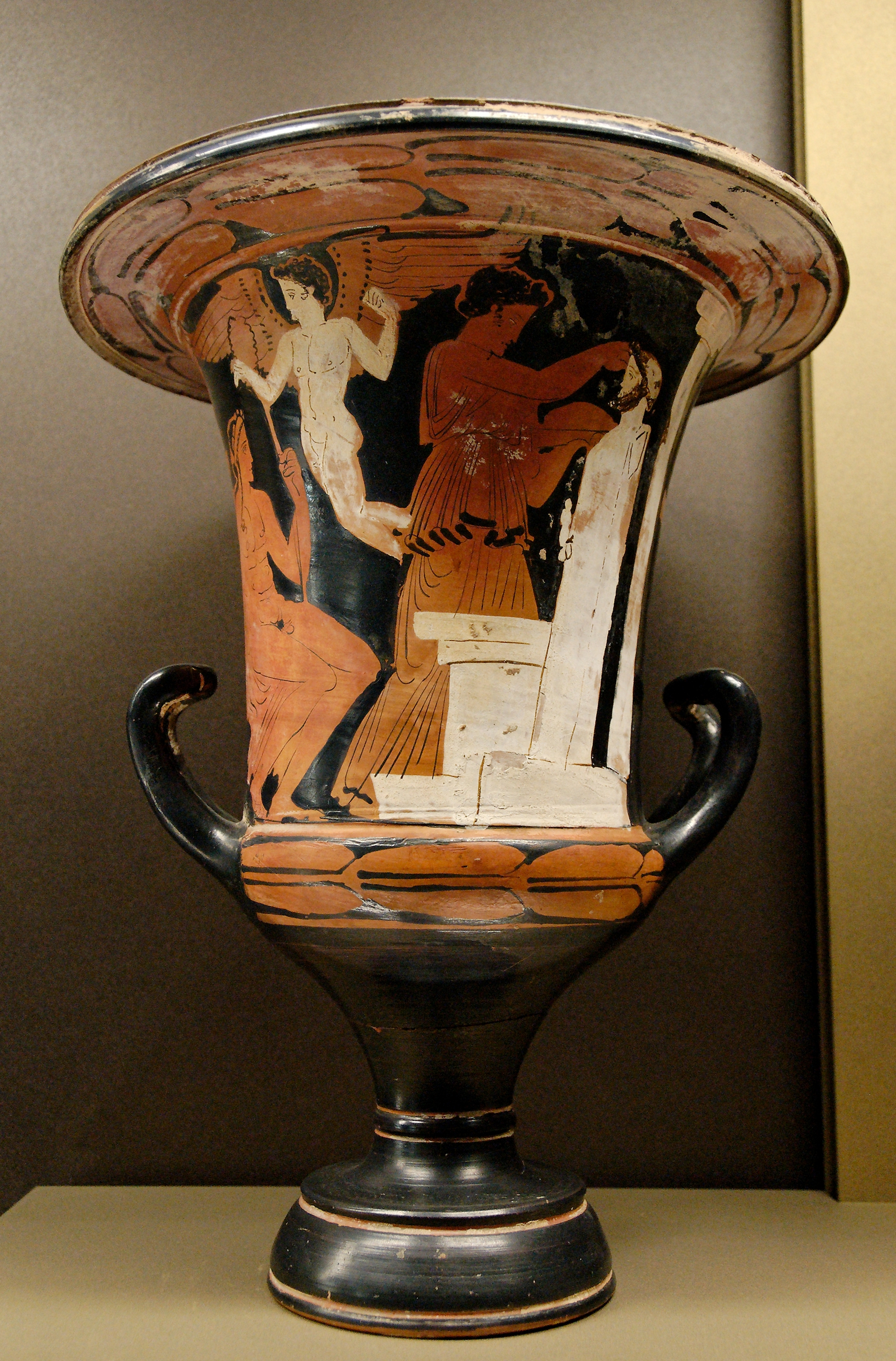

Керченські вази, також Керченський стиль — вази останньої епохи червонофігурного стилю вазопису в Аттиці. Часова класифікація залишається невизначеною, орієнтовно вази відносять до періоду між 375 і 330–20 роками до н. е.
Керченські вази називаються так за місцем їх виявлення у великій кількості — в Керчі, більшість з них перебувають сьогодні в Ермітажі в Санкт-Петербурзі. Кінець цього стилю ознаменував захід афінського періоду червонофігурного вазопису. Ідентифікація окремих вазописців пов'язана з великими труднощами.
Доти, доки вази ще вироблялися, вони експортувалися як і раніше, в області Середземного моря, але в цій пізній фазі виробництва переважав експорт до Чорноморського регіону. Керченським стилем прикрашалися найбільш ходові форми ваз, в основному кратери, лекани та пеліки. Переважаючі теми розпису — повсякденні сцени з життя жінок, зображувалися навмисно ідилістичні. Популярними були також діоністічні теми і теми Артеміди та Деметри. Також характерні спортивні мотиви із зображенням боротьби. З одного боку, фігури зображувалися дуже елегантно і часто розкішно прикрашені. З іншого боку, вони були стилізовані і виглядають маньєристично.

## Вазописці керченського стилю
- Вазописець Амазона
- Група Аполлонії
- Вазописець Афін 1375
- Вазописець Еторостасії
- F.B. група
- Вазописець Філоттрано
- Група G
- Вазописець Єлени
- Вазописець Геракла
- L.C. група
- Лондонська група E 230
- Група Отчета
- Вазописець Пасітеї
- Пуртальський вазописець
- Вазописець шлюбних процесій